# 上盆地大區
上盆地大區（法語：Hauts-Bassins）是布基納法索十三個大區之一，位於該國西部。面積25,344平方公里。2006年人口1,410,284人。首府博博迪烏拉索。
本區下轄三省，即烏埃省、凱內杜古省和圖伊省。